# César Sigura
César Darío Sigura (né le 16 novembre 1981 à Paraná en Argentine) est un coureur cycliste argentin.

## Palmarès sur route

### Par année
- 2003
  -  Champion d'Argentine du contre-la-montre espoirs
- 2004
  - 2e étape du Tour de San Juan
- 2005
  - 3e du championnat d'Argentine sur route
  - 3e du championnat d'Argentine du contre-la-montre
- 2006
  - Mendoza-San Juan
  - 2e du championnat d'Argentine sur route
  - 3e du championnat d'Argentine du contre-la-montre
  - 3e du Tour de San Juan
- 2007
  - Mendoza-San Juan
- 2008
  - Prologue de la Doble Bragado (contre-la-montre par équipes)
  - Mémorial Facundo Michelli
  - 3e étape de la Vuelta Leandro N. Alem
- 2011
  - Prologue du Tour de Mendoza (contre-la-montre par équipes)

### Classements mondiaux
| Année            | 2005 | 2006 |
| ---------------- | ---- | ---- |
| UCI America Tour | 88e  | 34e  |

## Palmarès sur piste

### Championnats panaméricains
- Mar del Plata 2005
  -  Médaillé d'argent de la poursuite par équipes
- État de São Paulo 2006
  -  Médaillé d'argent de la poursuite par équipes

### Championnats nationaux
- 2008
  -  Champion d'Argentine de l'américaine (avec Carlos Corti)